# María Carolina Sobieski
María Carolina Sobieska (25 de noviembre de 1697; 8 de mayo de 1740) fue una princesa polaca, hija de Jaime Luis Sobieski. Conocida como Marie-Charlotte o Charlotte, fue princesa de Turenne y luego duquesa de Bouillon por matrimonio. Carlota fue la última miembro de la familia Sobieski.

## Biografía
Hija de Jaime Luis Sobieski y de la condesa palatina Eduviges Isabel de Neoburgo, fue la tercera hija de la pareja. Su hermana pequeña, María Clementina Sobieska, se casó con Jacobo Francisco Estuardo. Pasó su infancia en Silesia. A través de su madre, era sobrina de la emperatriz del Sacro Imperio Leonor de Neoburgo; la reina de Portugal, María Sofia de Neoburgo; de la reina de España, Mariana de Neoburgo y la duquesa de Parma, Dorotea Sofía de Neoburgo.
Se casó con Federico Mauricio Casimiro de La Tour d'Auvergne, por poderes el 25 de agosto de 1723 en Neisse por el tío de la novia Francisco Luis de Palatinado-Neoburgo, y luego en persona en Estrasburgo el 20 de septiembre. Federico murió en el viaje de regreso y fue enterrado en Munster. Carlota se volvió a casar dos meses más tarde, el 2 de abril de 1724, con su hermano menor de Federico, Carlos Godofredo. Su matrimonio fue desafortunado. Separada, regresó a Polonia y se encargó de la propiedad heredada de su familia.
El matrimonio tuvo dos hijos:
- María Luisa Enriqueta Juana de La Tour d' Auvergne
- Godofredo Carlos Enrique de La Tour d'Auvergne

Carlota falleció el 8 de mayo de 1740 y está enterrada en la Iglesia de San Casimiro de Varsovia.